# Edgar Trost
Edgar Ludwig Trost (* 30. Juli 1940 in München; † 11. Januar 2023 ebenda) war ein Generalleutnant des Heeres der Bundeswehr und stellvertretender Inspekteur des Heeres. 

## Militärischer Werdegang
Trost wurde u. a. an der Heeresoffizierschule III in München zum Offizier ausgebildet. Er absolvierte von 1971 bis 1973 den 14. Generalstabslehrgang Heer an der Führungsakademie der Bundeswehr in Hamburg, wo er zum Offizier im Generalstabsdienst ausgebildet wurde.
Von 1982 bis 1984 war er Chef des Stabes der 4. Panzergrenadierdivision in Regensburg. Danach war er Referatsleiter in der Abteilung Personal im Bundesministerium der Verteidigung (BMVg) in Bonn. Von 1986 bis 1988 war er als Oberst Kommandeur der Panzerbrigade 36 in Bad Mergentheim. Danach war der Brigadegeneral Leiter der Unterabteilung P III (Heer) im BMVg. Von 1990 bis 1993 war der Generalmajor stellvertretender Abteilungsleiter Personal im BMVg. Von 1993 bis 1996 war er Kommandierender General des II. (Deutsch-Amerikanischen) Korps in Ulm und von 1997 bis 2000 unter Generalleutnant Helmut Willmann stellvertretender Inspekteur des Heeres und Beauftragter für Reservistenangelegenheiten. Als Generalleutnant trat er außer Dienst.
Während seiner Amtszeit setzte er sich für die Namensbeibehaltung der Rommel-Kaserne in Dornstadt bei Ulm ein.

## Clausewitz-Gesellschaft
Von 2002 bis 2009 war er als Nachfolger von Brigadegeneral a. D. Georg Bautzmann Leiter des Regionalkreises Bayern der Clausewitz-Gesellschaft. Ihm folgte Brigadegeneral a. D. Robert Gareißen. 2006 erhielt Trost für seine Verdienste um die Leitung des Regionalkreises die Goldene Ehrennadel der Clausewitz-Gesellschaft.
Mehrere Jahre komoderierte er die durch den Bundestagsabgeordneten Hildebrecht Braun (FDP) initiierte und durch die Thomas-Dehler-Stiftung, die Nürnberger Zeitung, den Deutschen Bundeswehrverband, den Verband der Reservisten der Deutschen Bundeswehr, die Clausewitz-Gesellschaft, die Deutsche Atlantische Gesellschaft und die Gesellschaft für Wehr- und Sicherheitspolitik in Kooperation mit dem Arbeitskreis Bundeswehr und Wirtschaft Bayern getragene Nürnberger Sicherheitstagung.

## Geschichtsstudium
Trost studierte nach seiner Dienstzeit Geschichte und schloss sein Studium 2006 am Institut für Bayerische Geschichte in München mit dem magister artium ab. Die Arbeit Maximilian I. von Bayern und Tilly. Das Verhältnis von Politik und Militär im Dreißigjährigen Krieg wurde von Alois Schmid betreut. In dieser Zeit wurde er Mitglied der katholischen Studentenverbindung KDStV Aenania München.

## Mitgliedschaften
Trost war Mitglied des Kuratoriums der Freunde des Bayerischen Armeemuseums e. V.

## Auszeichnungen
- Verdienstkreuz 1. Klasse des Verdienstordens der Bundesrepublik Deutschland
- Legion of Merit (Degree of Officer)[12]

## Schriften (Auswahl)
- Probleme der Personalauswahl. In: Dieter Farwick (Hrsg.): Ein Staat – eine Armee. Von der NVA zur Bundeswehr. Report-Verlag, Frankfurt am Main u. a. 1992, ISBN 3-9802828-2-1, S. 170 ff.